# Acht Verse des Bernhard von Clairvaux

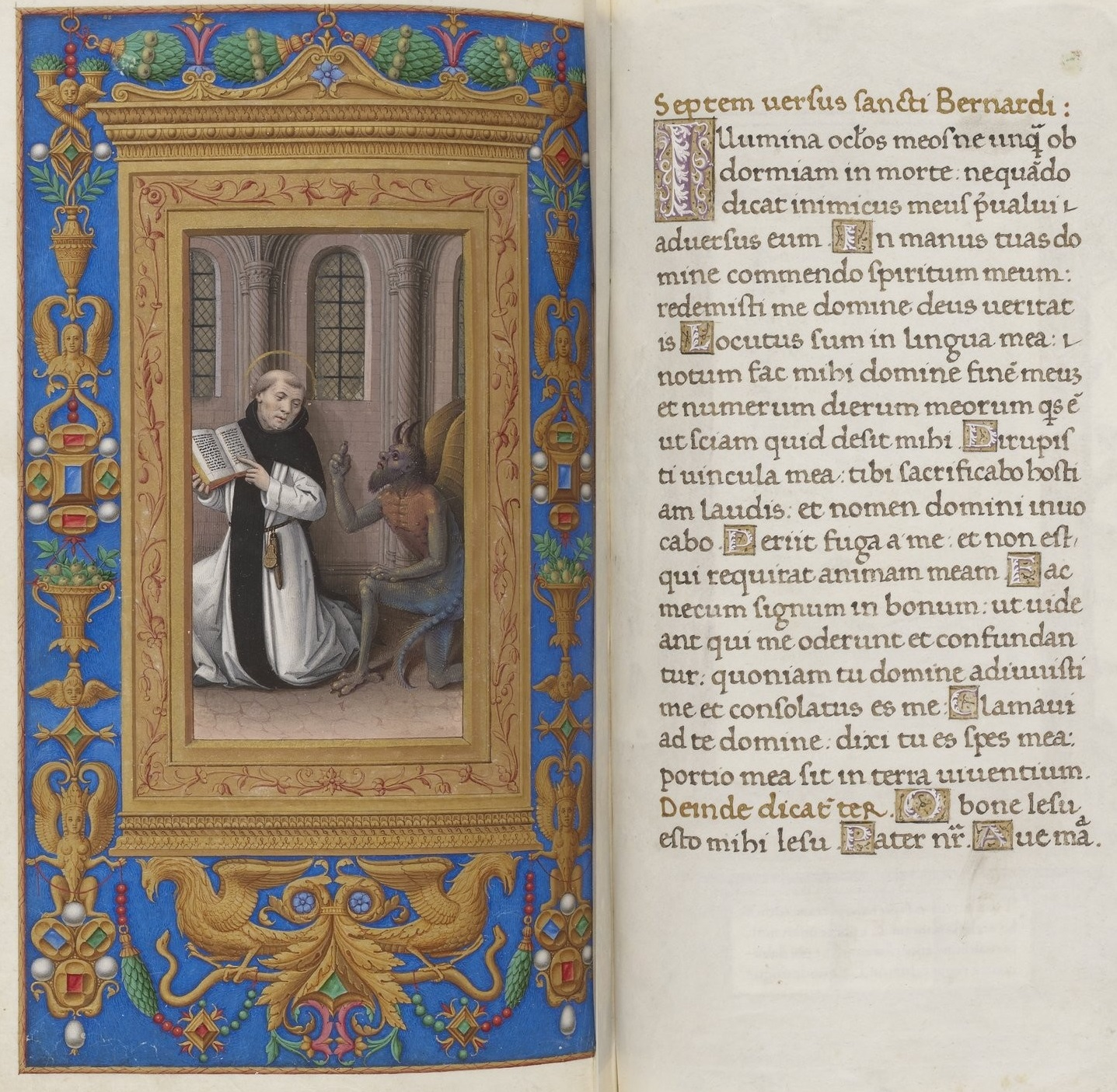
Stundenbuch Friedrichs von Aragon (1501): St. Bernhard und der Teufel, daneben die Psalmverse (hier sieben; in der achtversigen Version ist der Vers aus Psalm 39 [38] geteilt)

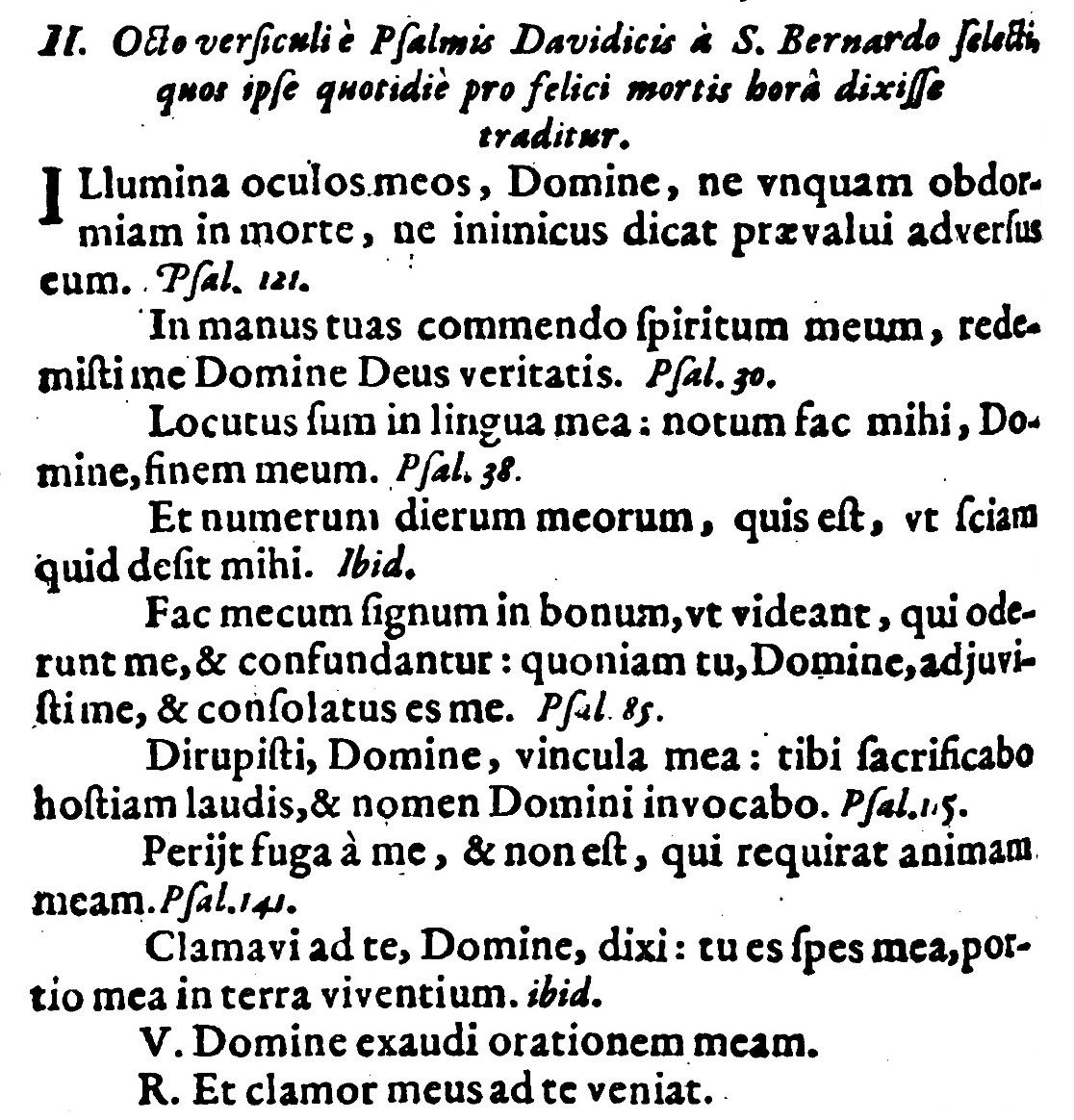
Acht Verse aus den Davidspsalmen, von St. Bernhard ausgewählt, die er selbst täglich für eine glückliche Sterbestunde gebetet haben soll, in: David Gregor Corner: Promptuarium catholicae devotionis, 5. Auflage, Wien 1636

Die Acht Verse des Bernhard von Clairvaux sind Psalmzitate, die zur Rettung einer Seele und um eine glückliche Todesstunde gebetet werden können. Sie wurden im Spätmittelalter häufig rezitiert. Über den Ursprung ihrer Auswahl und Zusammenstellung ist wenig bekannt; Legenden führen sie auf Bernhard von Clairvaux zurück.

## Kontext
Im 15. Jahrhundert wurden in Stundenbüchern nach den Psalmen oft Reihen von zusätzlichen Gebeten angeführt. Die Bernhard zugeschriebene Auswahl von Psalmworten wurde mit einer humorvollen Legende begründet, die manchmal in Gebetbüchern einleitend wiedergegeben ist. Der Teufel soll Bernhard gesagt haben, dass er die acht (manchmal sieben) Verse in den Psalmen kenne, die die Errettung eines jeden Menschen garantieren würden, wenn man sie täglich rezitiere. Der Teufel verriet natürlich nicht, welche Bibelstellen gemeint waren. Bernhard erwiderte, dass er die Verse sicher aufsagen könne, indem er täglich den ganzen Psalter rezitiere. Daraufhin gab der Teufel nach und sagte dem Zisterzienserabt, welche Verse das Heil wirken. Diese acht Verse wurden in viele Gebetbücher aufgenommen und gelangten zu europaweiter Bekanntheit.
Die Verse entstammen der Vulgata. Hier die deutschen Übersetzungen aus dem Hebräischen in der Fassung der Einheitsübersetzung (mit der von der Vulgata abweichenden Psalmnummerierung):
- Erleuchte meine Augen, damit ich nicht im Tod entschlafe, damit mein Feind nicht sagen kann: Ich habe ihn überwältigt (Ps 13,4b–5a EU).
- In deine Hand lege ich voll Vertrauen meinen Geist; du hast mich erlöst, Herr, du Gott der Treue (Ps 31,6 EU).
- Ich redete mit meiner Zunge: Herr, lass mich erkennen mein Ende
und die Zahl meiner Tage! Ich will erkennen, wie vergänglich ich bin (Ps 39,4b–5 EU – meist zweigeteilt und doppelt gezählt).
- Wirke an mir ein Zeichen zum Guten! Die mich hassen, sollen es sehen und sich schämen; denn du, Herr, hast mir geholfen und mich getröstet (Ps 86,17 EU).
- Gelöst hast du meine Fesseln. Ich will dir ein Opfer des Dankes bringen, ausrufen will ich den Namen des Herrn (Ps 116,16b–17 EU).
- Mir ist jede Zuflucht genommen, niemand fragt nach meinem Leben.
Zu dir, Herr, habe ich geschrien, ich sagte: Du bist meine Zuflucht, mein Anteil im Land der Lebenden (Ps 142,5b–6 EU – meist zweigeteilt und doppelt gezählt).

In einigen Manuskripten werden die Verse grafisch durch eine Miniatur eingeführt, die die Legende darstellt. Ein deutsches Gebetbuch aus dem Jahr 1508 zeigt einen aufmerksamen Bernhard, der auf einem Hocker am Schreibtisch sitzt, auf dem der Psalter sich befindet. Hinter dem Schreibtisch versteckt sich ein fast gleich großer schwarzer Dämon, der sich bemüht, Bernhard beim Gebet zu stören.
Vergleichbare Formen spätmittelalterlicher Frömmigkeit sind die Fünfzehn Freuden der Jungfrau und die 30 Messen des Heiligen Gregor.